# Jonhap
Jonhap (plným jménem korejsky 연합뉴스 (주) – Jŏnhap Njusŭ (Ču) ) je největší zpravodajská agentura v Jižní Koreji. Byla založena 19. prosince 1980 a sídlí v hlavním městě Soulu.
Má řadu partnerství se zahraničními agenturami včetně severokorejské Korejské centrální zpravodajské agentury.